# Castillo de Ciergnon
El Castillo de Ciergnon es una propiedad de la familia real belga situada en el municipio de Houyet situado el la región de Valona (Bélgica).

## Historia
La propiedad conformada por bosques, ríos y cotos de caza fue adquirida en 1840 por el rey Leopoldo I a petición de su esposa la reina Luisa María. En un principio se construyó un pabellón de caza y el posterior castillo fue construido por petición del rey Leopoldo II. 
Desde ese entonces el castillo ha servido como residencia de vacaciones de las distintas generaciones de la familia real belga. En 1960 fue el lugar elegido para la presentación de Fabiola como prometida del rey Balduino. La capilla del castillo también fue empleado para bautizar a los cuatro hijos de los actuales reyes Felipe y Matilde